# Colga ramosa
Colga ramosa is een slakkensoort uit de familie van de Polyceridae. De wetenschappelijke naam van de soort is voor het eerst geldig gepubliceerd in 1881 door Verrill & Emerton.